# Slaveri i Bahrain

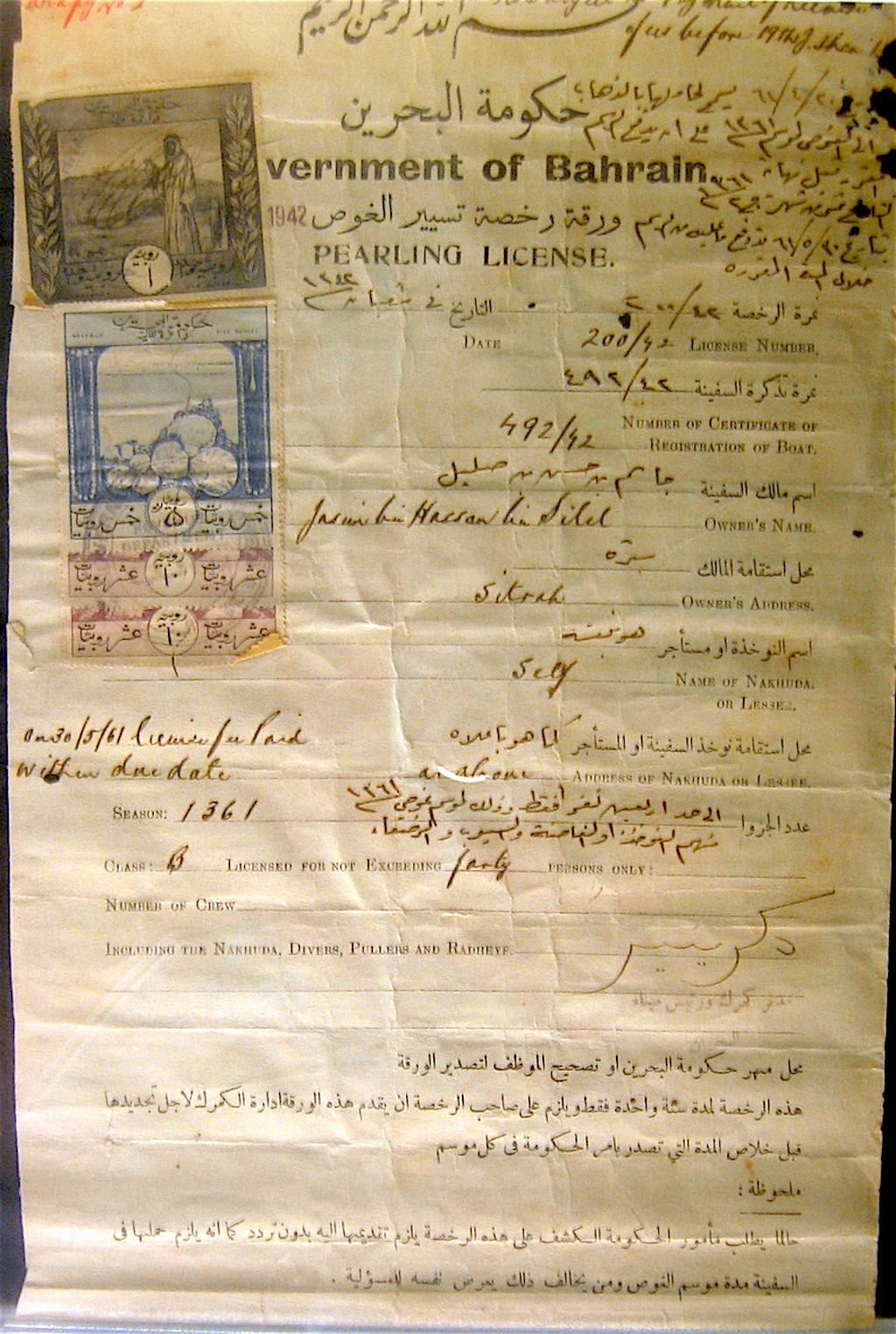
Bahrain Pearling License 1942. In the 1940s, the laborers of the Pearl industry was dominated by slaves.

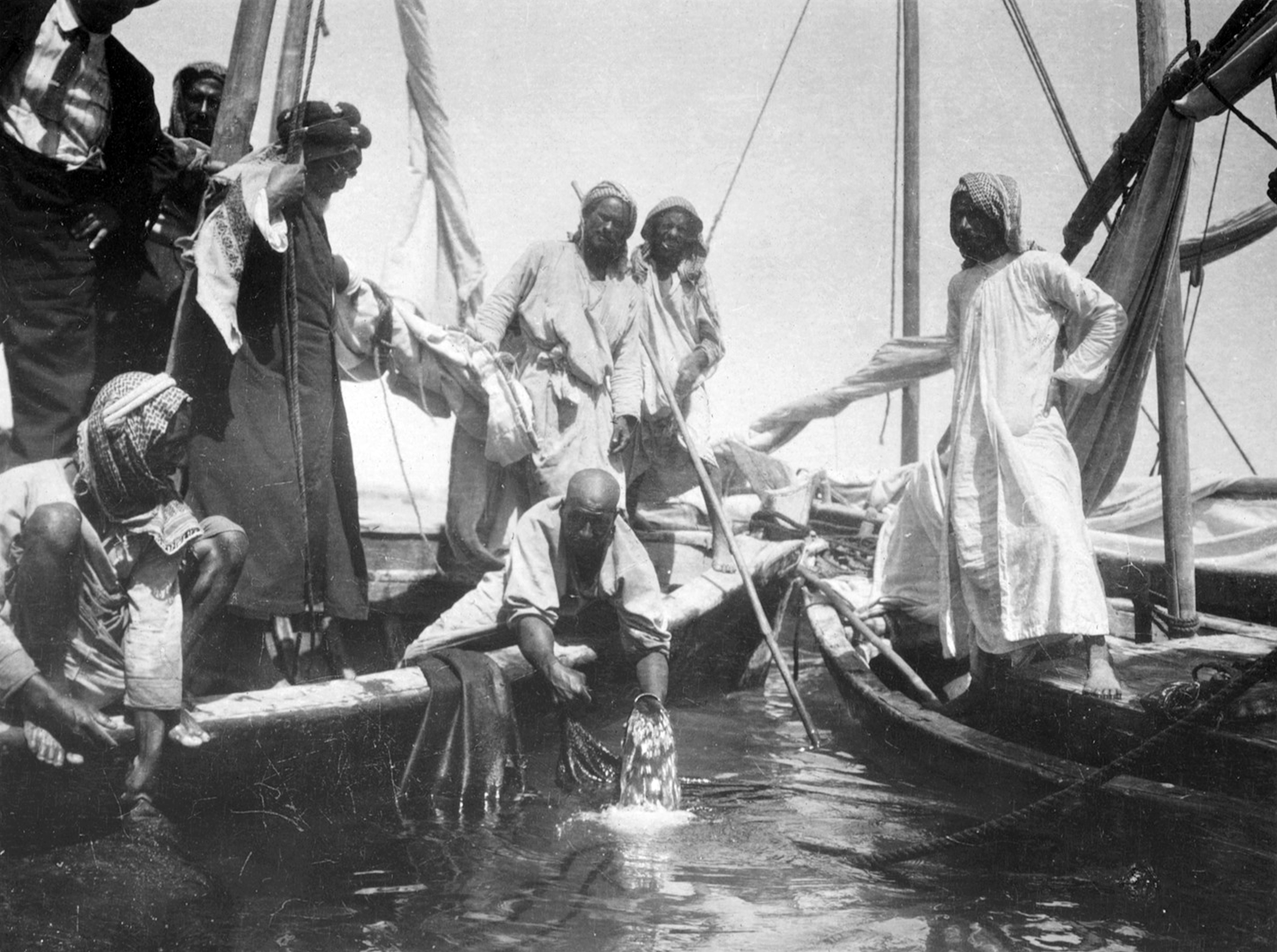
Pearl diving in Bahrain, March 1911. At the time, the laborers of the Pearl industry was dominated by slaves.

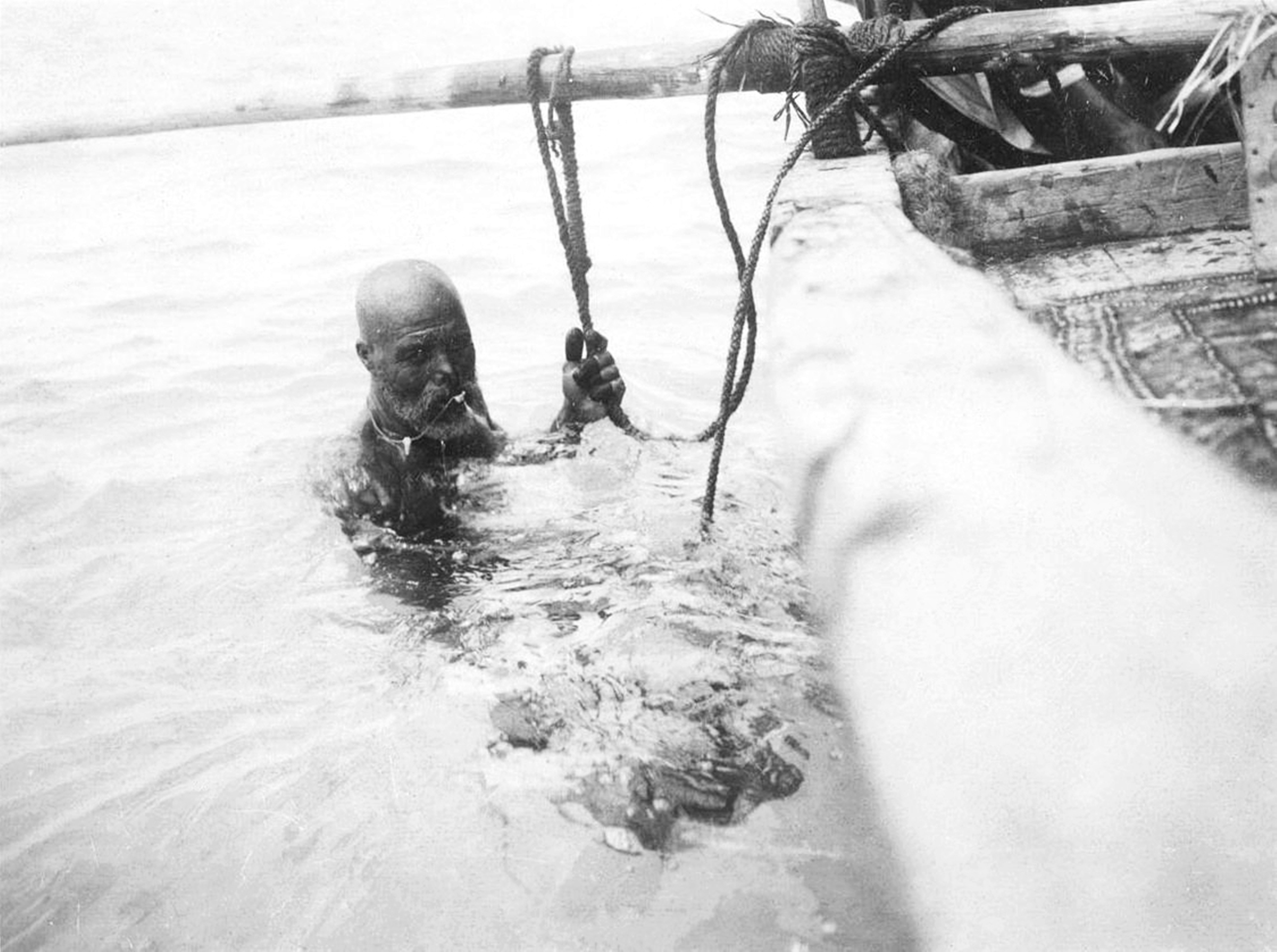
Pearl diving in Bahrain, March 1911. At the time, the laborers of the Pearl industry was dominated by slaves.

Slaveri förekom i Bahrain fram till dess avskaffande år 1937. Slavar från företrädesvis Afrika och Asien användes då för grovarbete, hushållsarbete och sexuellt slaveri. Slaveriet avskaffades 1937 efter tryck från Nationernas förbund. Bahrain var det första arablandet vid Persiska viken som avskaffade slaveriet (borträknat Irak), följt av Kuwait 1949. 
Slaveriet efterträddes dock av Kafala-systemet, som har jämförts med modernt slaveri, och där arbetare från Afrika och Asien används för främst grovarbete och hushållsarbete.

## Slavhandel
Det fanns flera olika rutter för slavhandeln till området. 
Den största gick traditionellt via Oman och den indiskoceaniska slavhandeln, en handel som dock började ebba ut vid sekelskiftet 1900. 
En annan rutt gick via slavhandeln på röda havet via Saudiarabien och Oman. En slavhandeln ägde rum i samband med pilgrimsfärden till Mecka, Hajj, varav fattiga pilgrimer och barn från både Asien och Afrika,  lurades med på Hajj för lägre kostnad och såldes på slavmarknaden då de anlände.
De flesta slavar var afrikaner, men det fanns också en minoritet lyxslavar av andra etniciteter som såldes för högre pris. Barn kidnappades från Jemen, och flickor såldes från Armenien, Georgien och irakiska Kurdistan till Kuwait som slavhustrur och kunkubiner.
På 1940-talet förekom en livlig handel med flickor från Baluchistan avsedda för sexslaveri, sedan vita flickor hade blivit sällsynta. 

## Slavmarknad
Slaveri var sedan antiken en självklar del av samhället. Kvinnliga slavar användes som hushållsarbetare och konkubiner (sexslavar), medan manliga slavar användes som pärldykare inom pärlindustrin, soldater, jordbruksarbetare, sjömän, hamnarbetare, bärare, kanalarbetare och fiskare.

## Motarbetande och avskaffande
Britterna fick formell överhöghet över området på 1890-talet. Britterna lade sig dock inte i den inre styrelsen av staten, utan begränsade sig till att sköta dess utrikespolitik, då de inte ansåg sig kunna ingripa mot slavhandeln utan att riskera sin kontroll över området. Då britterna genom avtal hade en skyldighet att ingripa mot slaveriet, uppgav de officiellt för NF att denna var upphävd i området, men hindrade samtidigt en internationell insyn som skulle ha bekräftat att britterna i praktiken tillät den att fortgå. 
Efter andra världskriget fick britterna för första gången reell kontroll över området, samtidigt som det internationella samfundet fick mer insyn, och kritiken mot slaveriet i Arabvärlden växte.  
Slaveri i Bahrain avskaffades år 1937. Det avskaffades efter tryck från NF:s representant George Maxwell från Advisory Committee of Experts on Slavery och britterna, men för att rädda ansiktet formulerades förbudet som en "påminnelse" om att slaveri redan var förbjudet.
Efter slaveriets avskaffandes anställdes fattiga migrantarbetare för samma typer av arbeten enligt Kafala-systemet, som har kritiserats för att vara en modern form av slaveri.